# Carsten Høeg
Carsten Høeg (geboren am 15. November 1896 in Aalborg; gestorben am 3. April 1961 in Kopenhagen) war ein dänischer Linguist und Klassischer Philologe.
Carsten Høeg, Sohn des Ingenieurs Niels Johannes Molt Høeg und seiner Frau Laura Gilbertha, geborene Schou, war Schüler der Kathedralschule in Aalborg. Im Jahr 1914 begann er sein Studium der Klassischen Philologie und Romanistik an der Universität Kopenhagen, unter anderem bei Johan Ludvig Heiberg, Anders Bjørn Drachmann, Kristian Sandfeld und Holger Pedersen. Seinem Interesse für das Neugriechische folgend, wechselte er zu Hubert Pernot an die Universität von Paris. 1922 reiste er nach Griechenland und lebte mit den Sarakatsanen, einem nomadisch lebenden Volk in Griechenland, deren Dialekt und musikalisch-poetische Tradition er studierte. Als Ergebnis präsentierte er 1924 die Studie Les Saracatsans, mit der er 1925 promoviert wurde. Er setzte seine Studien zu den Sarakatsanen zunächst fort, bis er im Jahr 1926 Drachmann auf dem Lehrstuhl in Kopenhagen folgte. 
Ungeachtet seiner Neigung zum Neugriechischen, entwickelte er ein tiefgehendes Interesse am Altgriechischen, im Speziellen an der griechischen Tragödie, und an byzantinischer Musik. Im Jahr 1935 wurde er Direktor der Edition Monumenta Musicae Byzantinae, deren Gründung er zusammen mit Henry Julius Wetenhall Tillyard (1881–1968) und Egon Wellesz seit 1931 vorbereitet hatte. Darüber hinaus beschäftigte er sich unter anderem mit der Antigone des Sophokles und den Schriften Platons, deren Übersetzung ins Dänische er mit herausgab. Gleichwohl widmete er die Hälfte seiner Arbeitskraft der Beschäftigung mit lateinischer Philologie. Als Ergebnis veröffentlichte er unter anderem 1942 eine Einführung in Ciceros Werk, 1945 zusammen mit Paul V. Rubow eine Übersetzung von Ovids Fasti.
Während der deutschen Besetzung Dänemarks im Zweiten Weltkrieg war Høeg aktiv im Widerstand eingebunden und führte eine Gruppe des Dänischen Widerstandrats (Danmarks Frihedsråd), deren Aufgabe es war, dänische Nazis und Kollaborateure für eine spätere Strafverfolgung zu erfassen. 
Neben seinen Forschungen war Høeg in vielen nationalen und internationalen Institutionen engagiert. So war er von 1949 bis 1950 Prorektor der Universität Kopenhagen. Von 1948 bis 1951 war er der erste Präsident der nach dem Krieg neu ins Leben gerufenen Fédération Internationale des Associations d’Études Classiques, von 1953 bis 1955 Präsident der Union Académique Internationale, schließlich von 1955 bis 1959 Präsident des Conseil International de la Philosophie et des Sciences Humaines.
Für seine wissenschaftlichen Leistungen wurden ihm die Ehrendoktorwürden der Universitäten Athen (1937), Aberdeen (1942) und Thessaloniki (1950) verliehen.
Carsten Høeg war Kommandeur des Dannebrogordens, war Dannebrog-Mann und Ritter der Ehrenlegion.
Er war Mitglied zahlreicher wissenschaftlicher Akademien, so der Königlich Dänischen Akademie der Wissenschaften (1941), der Königlichen Wissenschafts- und Literaturgesellschaft in Göteborg (1952), der British Academy (1953), der Norwegischen Akademie der Wissenschaften (1955) und der Akademie von Athen (1957).

## Veröffentlichungen (Auswahl)
- Les Saracatsans. Zwei Bände. Pio, Kopenhagen 1925–26.
- En græsk Forretningsmand i 3. Aarhundrede. f. Christi. V. Pio, Kopenhagen 1927.
- Introduktion til Plautus. Jespersen & Pio, Kopenhagen/Oslo 1931.
- La notation ekphonétique. Levin & Munksgaard, Kopenhagen 1935.
- Nutidens Grækenland og Antikken. P. Branner, Kopenhagen 1936.
- Græsk Musik. P. Branner, Kopenhagen 1940.
- Introduktion til Cicero. Gyldendal, Kopenhagen 1942.
- Musik og digtning i byzantinsk kristendom. Munksgaard, Kopenhagen 1955.